# 비인현주
비인현주(庇仁縣主, 1427년 6월 12일 ~ 1514년 12월 24일)는 조선 전기의 왕족으로 태종 이방원의 둘째아들 효령대군 이보의 딸이다.
초기 행적은 미상이고 그가 언제 현주에 책봉되었는지는 미상이다. 의정부좌참찬을 지낸 한산군 이훈(李塤)에게 출가하였고 아들 이유청, 이유징 중 유청은 광해군 때의 재상 이덕연, 이덕형의 고조부가 된다. 염창동에 있던 효령대군의 임야와 정자는 후일 이덕연 등이 차지하게 되었는데 그녀를 통해서 상속된 것으로 추정된다.
딸 중 1명은 한명회의 아들 한보와 결혼하였다.
묘소는 경기도 고양군 원당면 성사리(현, 고양시 덕양구 성사동) 궐산(蕨山) 아래 대장곡(大壯谷) 을좌(乙坐)에 남편 이훈과 합장되었다.

## 가족 관계
- 남편 : 이훈(李塤, 1429년 6월 1일 ~ 1481년 5월 15일)
  - 장남 : 이유청(李惟淸, 1459년 ~ 1531년 11월 27일
  - 차남 : 이유징(李惟澄, 1471년 ~ 1554년 2월 4일
  - 장녀 : 한산 이씨
  - 사위 : 한보(韓堡, 1447년 ~ 1522년), 한명회의 아들
  - 차녀 : 한산 이씨
  - 사위 : 의령 남씨 남변(南忭)
  - 3녀 : 한산 이씨
  - 사위 : 은진 송씨 송여익(宋汝翼) - 송순년(宋順年)의 아들
- 아버지 : 효령대군 이보(孝寧大君 李補, 1396년 1월 6일 (음력 1395년 12월 11일) ~ 1486년 6월 12일(음력 5월 11일))
- 시아버지 : 이축(李蓄)

## 같이 보기
- 효령대군
- 이훈
- 재령군주
- 한명회
- 한보